# Aulacomerus jimus
Aulacomerus jimus – gatunek błonkówki z rodziny Pergidae.

## Taksonomia
Gatunek ten został opisany w 1990 przez Davida Smitha. Jako miejsce typowe podano obszar położony ok. 25 km (15 mil) na wschód od miejscowości El Palmito w meksykańskim stanie Sinaloa. Holotypem była samica.

## Zasięg występowania
Ameryka Północna, znany z Meksyku, ze stanów Jalisco Michoacán i Sinaloa w zach. części kraju.